# نزع هيدروجين

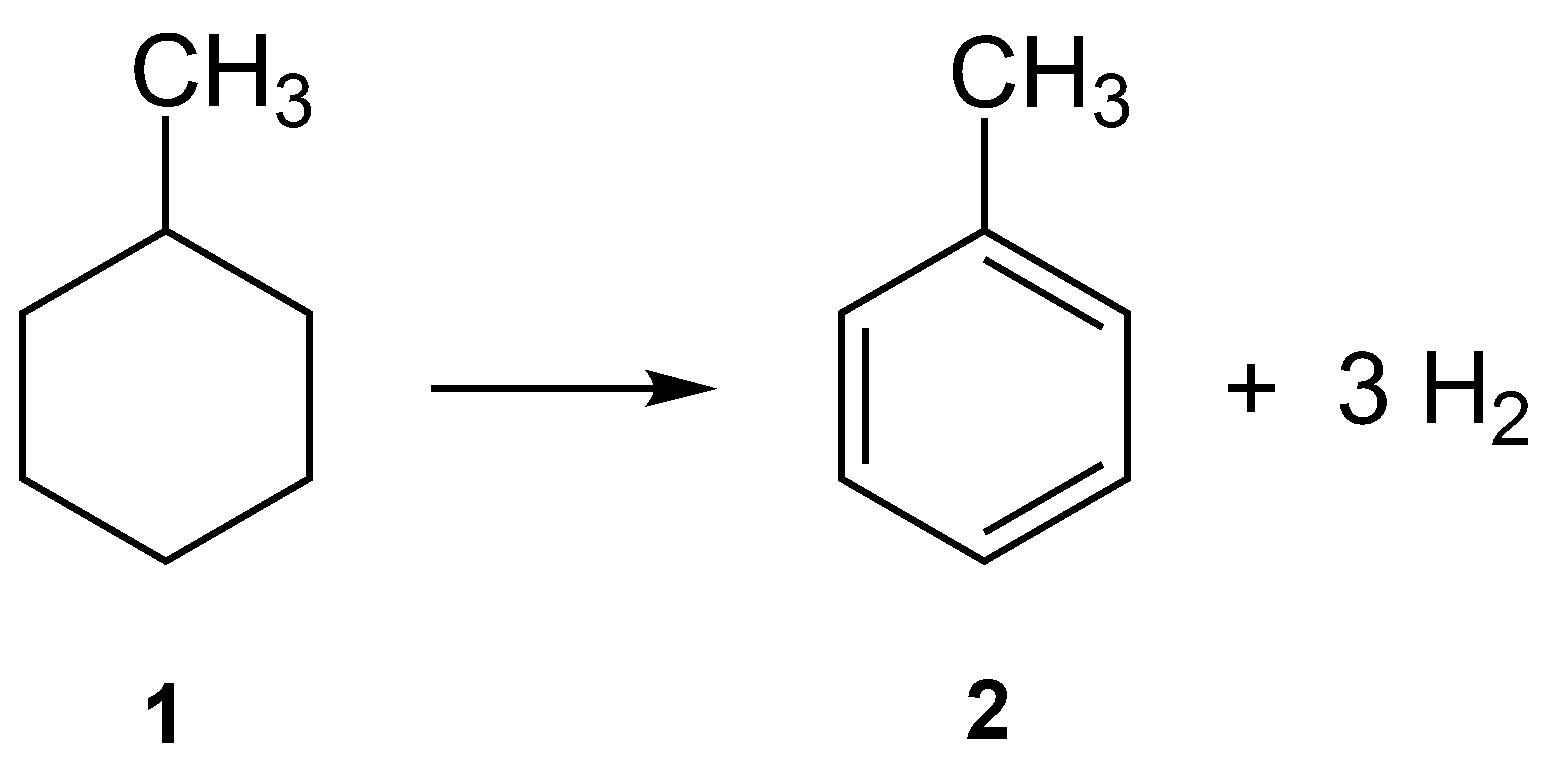

نزع الهيدروجين هو تفاعل كيميائي يشمل نزع الهيدروجين من الجزئ. وهي عملية معاكسة لعملية الهدرجة. وتجري تلك التفاعلات في كل من المستويين الصناعي والمعملي (المختبري). كما تحول تلك العملية الدهون المشبعة إلى دهون غير مشبعة, حيث يوجد إنزيمات محفزة لتلك العملية. وتستخدم عملية نزع الهيدروجين على نطاق واسع في إنتاج الستايرين في المواد الكيميائية, والبتروكيماويات, وصناعة المنظفات, والزيوت.

## أنواع التفاعلات
وصفت مجموعات وأنواع متعددة من عمليات نزع الهيدروجين, وخاصة بالنسبة للمركبات العضوية, منها:
- نزع الهيدروجين من الأمينات إلى النيتريلات باستخدام مجموعة من الكواشف, مثلما يحدث في فلوريد اليود (IF5).
- نزع الهيدروجين من البارافينات والأوليفينات-بارافينات مثل الإن بينتان ونظيره, وتحويلها إلى بينتين وإيزوبرين باستخدام أكسيد الكروم الثلاثي كعامل حفاز عند درجة حرارة 500 °م.

### أمثلة
من أحد أكبر أنواع تفاعل نزع الهيدروجين الموجودة على نطاق واسع هو إنتاج الستايرين من الإيثيل بنزين بنزع الهيدروجين منه. وتستند العوامل الحفازة النموذجية لتفاعل نزع الهيدروجين على أكسيد الحديد الثلاثي.
C6H5CH2CH3 → C6H5CH=CH2 + H2
ويتم كذلك إنتاج الفورمالدهيد صناعياً عن طريق تفاعل كيميائي يمكن النظر إليه باعتباره من تفاعلات نزع الهيدروجين, باستخدام الأكسجين كمتقبل. العوامل الحفازة الأكثر شيوعاً هي الفضة أو خليط من الحديد والموليبدنوم أو أكاسيد الفاناديوم.
2 CH3OH + O2 → 2 CH2O + 2 H2O